# DNA (filme)
DNA (br:DNA - Caçada ao Predador ) é um filme realizado em co-produção por Estados Unidos e Filipinas, do ano de 1997, dos gêneros ficção científica e ação, dirigido por William Mesa.

## Enredo
Ash Mattley, um médico pesquisador, consegue descobrir nas selvas de Borneu um tipo especial de besouro a partir do qual consegue sintetizar uma enzima que fortalece o sistema imunológico do ser humano tornando-o imune a maioria das doenças, inclusive a Aids. Após ser ridicularizado pela comunidade científica, que não acredita em suas descobertas, recebe a visita de outro pesquisador que, acaba roubando suas pesquisas e utilizando para dar vida a um alien, que deseja vender como arma. A experiência sai de controle e Ash, acompanhado de uma agente da CIA se embrenha na selva para desvendar os mistérios ali existentes.

## Elenco
- Mark Dacascos.......Dr. Ash Mattley
- Jürgen Prochnow.......Dr. Carl Wessinger
- Robin McKee.......Claire Sommers
- Tom Taus.......Matzu
- Roger Aaron Brown.......Loren Azenfeld
- John H. Brennan.......Hatton
- Mark McCracken.......Sargento Reinhardt / Balacau
- Joel Torre.......Taka
- Susan Africa.......Enfermeira
- Cris Aguilar.......Kasala
- Aniceto 'Chito' Fulminar.......Chefe Fulminari
- Archie Po.......Piloto do helicóptero

## Premiações
- Ganhou[1]

Palm Springs International ShortFest
Categoria Melhor Animação Giorgio Valentini